# Cerkiew św. Marii Magdaleny w Weimarze
Cerkiew św. Marii Magdaleny – cerkiew prawosławna położona w obrębie cmentarza w Weimarze. Jest siedzibą parafii podlegającej eparchii berlińskiej i niemieckiej Rosyjskiego Kościoła Prawosławnego.

## Historia

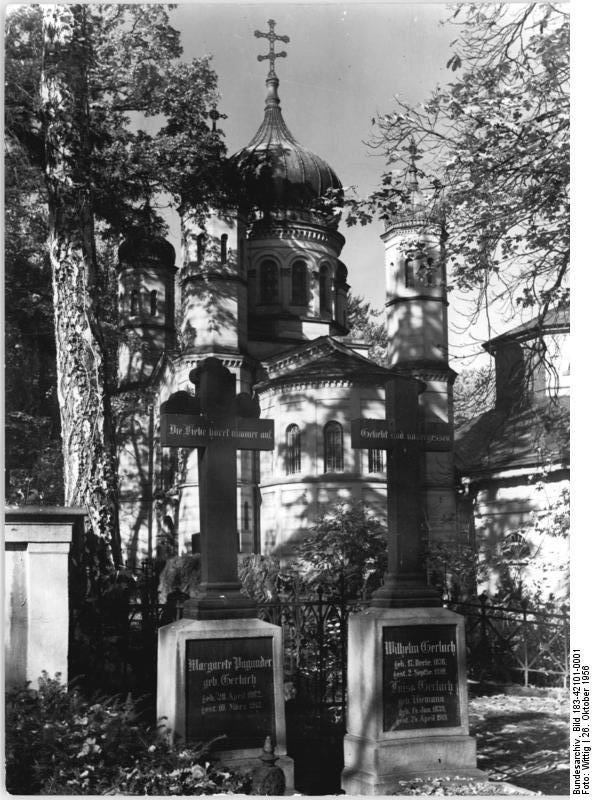
Cerkiew w 1956

Pierwsza cerkiew prawosławna w Weimarze powstała na życzenie księżnej Sachsen-Weimar-Eisenach Marii Pawłowny Romanowej. Była to cerkiew domowa pod wezwaniem św. Marii Magdaleny, położona w budynku przy dzisiejszej ulicy Ackerwand 25, własności rodziny książęcej. Po śmierci księżnej świątynią opiekowała się rosyjska ambasada; była ona czynna do początku XX wieku.
Budowa wolno stojącej cerkwi związana była z rozwojem społeczności rosyjskiej w Weimarze. Nie jest znany autor jej projektu, wiadomo jedynie, że pracami budowlanymi kierował miejscowy architekt Ferdinand Streichhan. Świątynię wzniesiono w latach 1860–1862 na wydzielonej działce cmentarza miejskiego, wysypanej symbolicznie ziemią z Rosji. Do krypty gotowego budynku przeniesiono szczątki Marii Pawłowny.
W 1877 budynek został obrabowany przez nieznanych sprawców, co sprawiło, że większość jego wyposażenia trafiła ponownie do kaplicy domowej przy ulicy Ackerwand. W cerkwi odbywały się jedynie nabożeństwa w dni imienin zmarłej wielkiej księżnej oraz w dzień poświęcony patronce budynku. Ten stan rzeczy trwał do 1880, kiedy to ponownie w cerkwi św. Marii Magdalen zaczęto regularnie (poza miesiącami letnimi) sprawować Świętą Liturgię; przypisano wtedy też do niej (do 1907) jako pomocniczą cerkiew św. Olgi we Franciszkowych Łaźniach. Z kolei w latach 1906–1910 na podobnych zasadach ze świątynią w Weimarze związana była cerkiew św. Włodzimierza w Mariańskich Łaźniach.
W 1910 cerkiew w Weimarze została zamknięta ze względu na opuszczenie miasta przez rosyjskich dyplomatów. Odtąd nabożeństwa prawosławne odbywały się jedynie nieregularnie w prywatnych domach, zaś w czasie I wojny światowej zostały całkowicie zabronione. Ponowne otwarcie budynku miało miejsce dopiero 2 września 1950, natomiast w 1982 została na nowo ustanowiona parafia. Do tej pory cerkiew była obiektem pomocniczym parafii św. Symeona w Dreźnie i tamtejszej świątyni prawosławnej.
W 1976 rozpoczęty został remont kapitalny budynku, któremu został przywrócony pierwotny wygląd. 5 października 1980 metropolita berliński i zachodnioeuropejski Melchizedek ponownie poświęcił obiekt.
Cerkiew, chociaż czynna, jest formalnie własnością muzeum miejskiego.

## Architektura

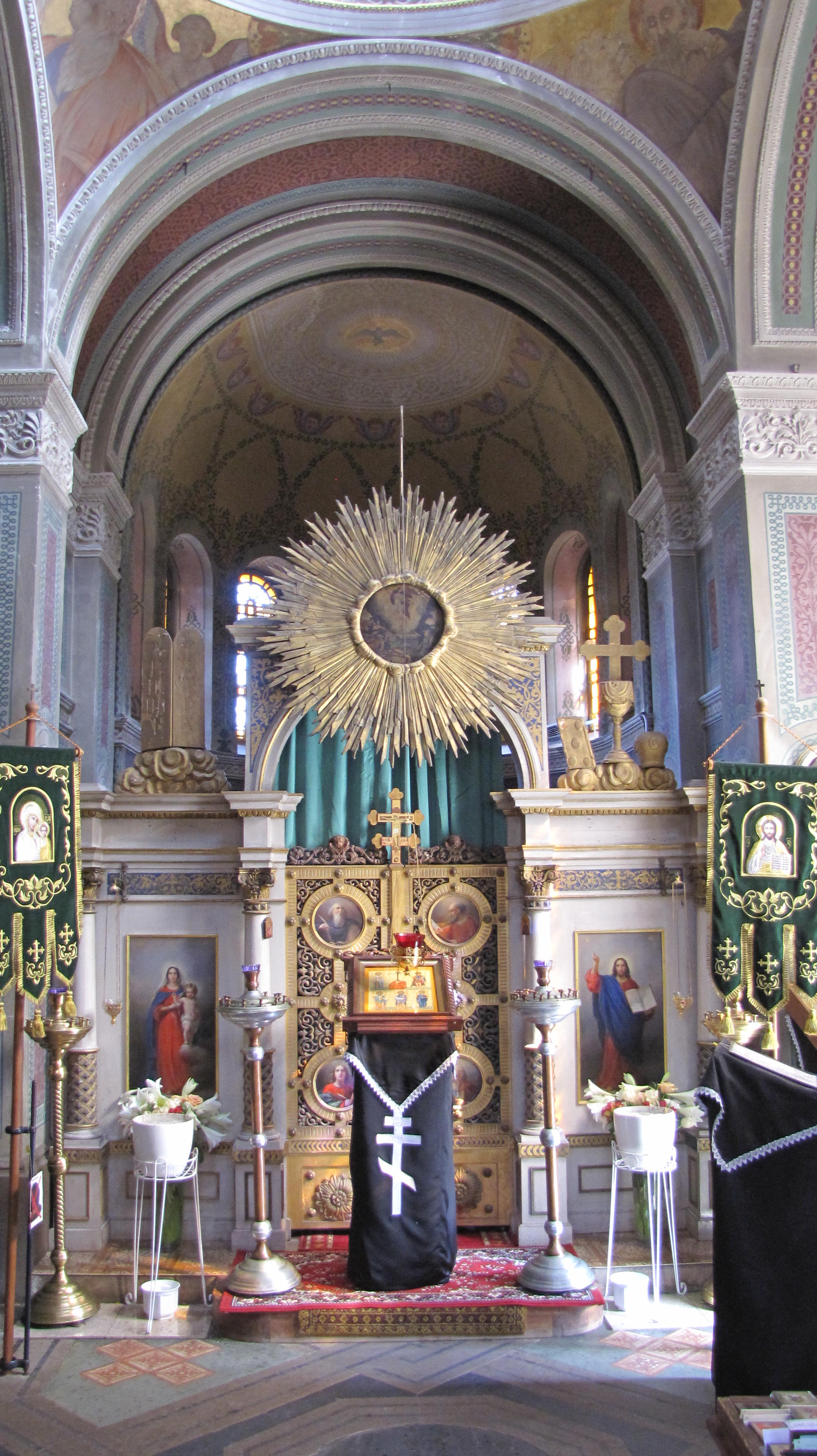
Ikonostas

Cerkiew reprezentuje styl bizantyjsko-rosyjski. Posiada pięć zwieńczonych prawosławnymi krzyżami cebulastych kopuł, zgrupowanych wokół centralnej, największej kopuły. Wszystkie kopuły pokryte są miedzią. Centralna kopuła położona jest na szerokim bębnie z rzędem półkolistych okien poniżej dachu. Nieco wyżej położony jest fryz, który zdobi również pozostałe bębny z kolumnami. Wejście do cerkwi prowadzi przez drzwi obramowane skromnym portalem, nad którym znajdują się kolejne trzy okna. Budynek malowany jest z zewnątrz na brązowo, portal główny wyłożono piaskowcem.
We wnętrzu zachował się złocony ikonostas z ośmioma ikonami. Na ścianach obiektu znajdują się freski G. Wislicenusa przedstawiające Ewangelistów. Oprócz ołtarza św. Marii Magdaleny w cerkwi znajduje się również boczny ołtarz św. Aleksandra Newskiego. 
Ogólne rozmiary cerkwi to 11 metrów długości i 9 szerokości.